# Tersilochus intermedius
Tersilochus intermedius là một loài tò vò trong họ Ichneumonidae.